# Mars 1968 (Pologne)

Plaque en mémoire du rassemblement des étudiants de l'Université de Varsovie en faveur de la liberté d'expression

 (janvier 2024).
Si vous disposez d'ouvrages ou d'articles de référence ou si vous connaissez des sites web de qualité traitant du thème abordé ici, merci de compléter l'article en donnant les références utiles à sa vérifiabilité et en les liant à la section « Notes et références ».
Mars 1968 (8-23 mars 1968) est une crise politique polonaise commencée par des manifestations d'étudiants à Varsovie, Gdansk, Cracovie et Poznań, brutalement réprimées par la Milicja Obywatelska (MO) et l'Ochotnicza Rezerwa Milicji Obywatelskiej (pl) (ORMO).

## Genèse et contexte historique

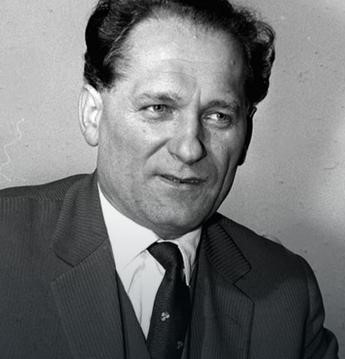
Moczar.

L'Octobre polonais de 1956 avait suscité beaucoup d'espoirs sur la libéralisation du régime communiste. Les changements réformateurs initiés par Władysław Gomułka lors du VIIIe plenum du Comité Centrale du Parti ouvrier unifié polonais, tels que l'amnistie pour les prisonniers politiques, l'amélioration des relations avec l'Église, la limitation de la censure n'apparurent cependant que comme une illusion. La nouvelle direction n'avait aucunement l'intention de réaliser les réformes libérales voulues par la société, et les « réformes d'octobre » ne furent qu'un recul tactique, dues aux événements compliqués qui se déroulaient alors à l'intérieur du pays.
Ainsi, dès la fin de l'année 1956, Gomułka a attaqué les réformateurs et leur programme. Les dix années suivantes furent un arrêt et un retour en arrière par rapport aux acquis d'octobre. De nombreux changements de personnels eurent lieu dans le parti, l'intelligentsia des journaux Po prostu (pl) ainsi que Przegląd Kulturalny (pl) fut liquidée, l'appareil politique fut reconstruit, la censure alla de plus belle, les relations avec l'Église retendues, ce qui fut confirmé par l'arrêt de l'enseignement religieux à l'école.
Les événements de mars 1968 sont indirectement la conséquence de la Guerre des Six Jours qui oppose Israël à une coalition (la Ligue arabe) formée par l'Égypte, la Jordanie, la Syrie et l'Irak. Le pouvoir polonais blâme alors Israël avec lequel il rompt ses relations diplomatiques. Des meetings dénonçant l'impérialisme juif sont organisés dans les entreprises. Une ambiance hostile aux juifs se met progressivement en place dans le parti, dans la milice et dans l'armée, au sein des cercles catholiques de l'Association PAX. Cependant, la majorité de la société polonaise ainsi que l'Église, dont le cardinal Stefan Wyszyński ont une attitude plutôt pro-israélienne. Quelques Polonais d'origine juive manifestent également leur soutien à l'action de l'armée israélienne.
L'ambiance sociale en Pologne pousse l'URSS à donner des directives au pouvoir polonais afin d'empêcher toute manifestation hostile à l'Union soviétique. Władysław Gomułka, suivant la diplomatie pro-arabe soviétique, déclare ainsi lors du VIe congrès du Syndicat professionnel polonais qu'il n'y a aucune Ve colonne pro-sioniste en Pologne qui accepte et appuie l'agression israélienne sur les États arabes. Il déclare aussi, que « l'agression israélienne est le résultat du complot le plus réactionnaire des forces impérialistes internationales ».
Le discours de Gomułka ouvre alors la porte au courant des « partisans », fraction du Parti aux accents nationalistes et populistes, regroupée autour du général Mieczysław Moczar (ministre de l'Intérieur depuis 1964). Ce courant s'attaque aux « sionistes » à toute occasion, meeting ou conférence. Moczar compare le comportement de l'armée israélienne aux méthodes utilisées par les nazis pendant la Seconde Guerre mondiale. Le courant accuse les employés d'origine juive d'abus/double-jeu au sein du Ministère de la Sécurité intérieure polonais. Bolesław Piasecki, du PAX, rejoint les partisans, attaquant quant à lui les « révisionnistes » et autres « cosmopolites », ainsi que l'épiscopat.
Cette ambiance politique favorise le développement de sentiments antisémites au sein du parti, des travailleurs et de la population en général. Une épuration des structures de l'État polonais a lieu, au sein de l'armée (en 1967, près de 200 officiers de haut rang, ainsi que 14 généraux sont licenciés sous la direction de Wojciech Jaruzelski), la milice, la défense et d'autres institutions. Les gens d'origine juive ou exprimant une quelconque sympathie pro-juive sont licenciés, dégradés et remplacés. L'épuration touche aussi les grandes écoles. Les professeurs d'origine juive sont licenciés. La politique répressive du Parti a lieu en même temps que les événements de Tchécoslovaquie, la tentative de libéralisation initiée par Alexander Dubček pendant le Printemps de Prague.

## Dziadyet manifestations
L'étincelle de l'explosion de mars est la manifestation étudiante qui a lieu à Varsovie le 30 janvier 1968 devant le monument d'Adam Mickiewicz contre l'annulation par la censure du spectacle Dziady (Les Aïeux) du metteur en scène Kazimierz Dejmek (pl), joué au Théâtre National de Varsovie. Après les quatre premières représentations, Dejmek est informé qu'il ne pourra jouer la pièce qu'une fois par semaine et qu'il ne lui sera pas permis de vendre plus de 100 tickets aux jeunes écoliers, il doit en outre faire un rapport sur la réaction du public. Puis le 16 janvier, il est informé que le 30 sera la dernière représentation de sa pièce. Lors de cette dernière représentation (la onzième), le public composé en majorité d'étudiants interrompt maintes fois la pièce par des applaudissements. À la fin du spectacle, le public à l'appel de Karol Modzelewski scande le slogan : « Indépendance sans censure »(« Niepodległość bez cenzury »). À la sortie du théâtre, une vingtaine de personnes (en majorité des étudiants) se mettent en marche vers le monument d'Adam Mickiewicz avec comme slogan : « Nous voulons d'autres représentations » (« Żądamy dalszych przedstawień »), ils sont ensuite rejoints par un public de plus en plus important. La MO (milice civique) n'intervient pas immédiatement, mais après quelques minutes, à coups de matraque, met brutalement fin à la manifestation. Trente-cinq manifestants sont arrêtés parmi lesquels huit sont jugés responsables des troubles. Par la suite, Adam Michnik et Henryk Szlajfer sont exclus de l'Université de Varsovie à la demande du ministre de l'éducation Henryk Jabłonski, pour avoir parlé des événements à des journalistes de la presse française.

## Les réactions face à l'événement
Les événements sont relatés dans la presse internationale, entre autres le New York Times, le Washington Post ainsi que Radio Free Europe. Une guerre de prospectus commence, initiée par le texte « Le sens politique de la pétition dans l'affaire Dziady », texte des « révisionnistes » (membres du parti, critiquant la politique du Parti comme étant éloignée du véritable socialisme), Jacek Kuroń et Karol Modzelewski. Les étudiants de Varsovie et de Wrocław s'organisent en groupe, collectant de l'argent pour le paiement des amendes, faisant signer des pétitions destinées au gouvernement et à l'Union des Écrivains Polonais (pl).
Le 22 février, les organisateurs du mouvement étudiant prennent la décision d'organiser une réunion pour la défense des étudiants Michnik et Szlajfer, pendant la semaine de réunion de l'Union des Écrivains Polonais. En accord avec le programme, la réunion est organisée le 29, et la date de la réunion à l'Université de Varsovie a lieu le 8 mars à midi. À la surprise générale, l'UEP vote pour la résolution d'Andrzej Kijowski, dans laquelle la politique culturelle du régime est dénoncée, revendiquant la fin de la censure et le retour à la liberté de création. Le régime ne souhaite pas alors contrer cette résolution mais s'engage plutôt dans l'arrestation des meneurs du mouvement étudiant. Ainsi Szlajfer, Seweryn Blumsztajn (pl), Jan Lityński (pl), Modzelewski et Kuroń sont arrêtés le 8 mars au matin, et Michnik le lendemain.
Pendant ce temps-là, vers midi, une manifestation a lieu à l'Université de Varsovie. Des tracts sont distribués, faisant référence à l'article 71 de la Constitution de la République Populaire Polonaise et faisant appel à la défense des libertés individuelles. Les manifestants applaudissent les revendications, parmi lesquelles la levée des sanctions contre Michnik et Szlajfer ainsi que contre les autres étudiants ayant eu des sanctions disciplinaires. Le meeting se déroule dans le calme. Il est néanmoins interrompu par l'action brutale des forces du ZOMO ainsi que des milices ouvrières, qui, venant des usines, pénétrèrent l'université. Les étudiants qui rentrent chez eux sont alors attaqués à coups de matraques. En solidarité avec les victimes de la répression, les étudiants de Polytechnique de Varsovie manifestent, et dans certains endroits de la capitale, des affrontements et arrestations ont lieu. L'atmosphère révolutionnaire s'étend à toutes les écoles de Varsovie puis dans tout le pays. Des meetings étudiants ont ainsi lieu à Wrocław, Łodz, Cracovie, Poznań, Toruń et Gdańsk.
La situation n'est cependant pas suffisamment grave pour remettre en cause la politique du parti, le mouvement étudiant n'ayant pas été rejoint par le mouvement ouvrier. Le 11 mars, le parti organise des meetings de masse dans les usines afin d'appuyer la politique du régime et dénigrer le mouvement des jeunes avec comme slogan : « les étudiants étudiez, les écrivains écrivez et les sionistes rentrez à Sion ». Le pouvoir cherche de cette manière à détourner l'attention du public et de le diriger vers des sentiments antisémites ceci d'autant plus que certains leaders (Szlajfer, Blumsztajn, Dajczewand, Blajfer) ont des noms sémitiques. Des rapprochements sont faits entre les spectacles Dziady et la cinquième colonne sioniste, ayant la volonté de renverser le régime communiste. Le général Moczar et sa faction jouent un rôle important dans la mise en place de la politique antisémite du régime, utilisant chaque occasion pour dénoncer les personnes dont les noms ont une consonance juive comme ennemis de l'État.

## Politique antisémite du gouvernement
Lors du congrès du Parti ouvrier unifié polonais du 19 mars, Gomulka dénonce le spectacle Dziady comme antisoviétique et le mouvement étudiant comme antisocialiste recevant alors le titre de « ennemi de la République Populaire ». Il insiste sur les origines juives des inspirateurs du mouvement de l'Université de Varsovie. Il affirme aussi que la lutte contre le sionisme n'a aucun rapport avec l'antisémitisme. Son positionnement antisioniste, lui permet de converser son prestige. Un important rassemblement antisémite a lieu à Katowice sous la houlette d'Edward Gierek. Le secrétaire général du Comité Central, Władysław Kruczek (pl), est parmi les instigateurs de la campagne antisémite.
Cette attitude scandalise fortement le milieu étudiant, qui répond par des grèves dans les universités de Varsovie. Les demandes des étudiants sont : le respect des droits de l'homme, la fin de la censure et la fin de toute discrimination raciale ou nationale. De nombreux professeurs se joignent aux étudiants. Ils sont cependant forcés de cesser la grève au bout de trois jours. L'épiscopat polonais se joint aux protestations des étudiants. Les évêques critiquent la politique antisémite du régime, et envoient une lettre au Premier Ministre Józef Cyrankiewicz demandant la libération des détenus ainsi que l'arrêt de la répression, lettre qui n'a aucune conséquence. Le 25 mars les professeurs Zygmunt Bauman, Leszek Kołakowski et Maria Hirszowicz (pl) sont licenciés.
Le mouvement étudiant réagit et organise un meeting pendant lequel il réaffirme sa déclaration : la liberté d'association, la liberté d'opinion, l'arrêt de la censure et la protection des droits de l'homme. La réponse du pouvoir ne se fait pas attendre : six départements de l'Université de Varsovie sont fermés (entre autres tous les départements de Philosophie, la sociologie et la psychologie, ainsi que le département d'économie), trente-quatre auditeurs sont dégradés de leurs fonctions et onze perdent leurs droits d'étudiants. De nouvelles inscriptions sont exigées, les cours sont arrêtés jusqu'au 22 mars et une campagne de conscription pour l'armée est ouverte. Tout cela a pour conséquences un arrêt net dans les espoirs de changement de la société polonaise.
Après s'être occupé des étudiants et des professeurs, le pouvoir amplifie sa campagne de persécution antijuive. Près de 8 000 personnes sont exclues du parti, de l'appareil sécuritaire et des milices citoyennes. La fraction partisans joue un grand rôle dans cette politique, y voyant une occasion de promotion sociale. À la suite de cette campagne, près de 20 000 personnes quittent la Pologne entre 1968 et 1972.

## L'après Mars 1968
L'écrasement du soulèvement étudiant a eu pour conséquences d'engendrer l'apathie parmi la population et la certitude que la création d'un espace de liberté au sein du régime n'était pas possible. Ce sentiment fut bientôt confirmé par l'écrasement du « Printemps de Prague » qui eut lieu la même année, et lors duquel l'armée polonaise a participé à la répression. Gomułka a maintenu son autorité au sein du parti malgré les partisans du général Moczar et renforcé la surveillance de la population par la police secrète. La censure s'est accrue également et de nombreux ouvrages furent interdits. La possibilité de quitter le territoire polonais fut restreinte, en particulier pour ceux qui avaient participé aux événements de mars.
Les événements de mars ainsi que les postures antisémites du régime ont donné une mauvaise image de la Pologne communiste, en particulier dans les pays occidentaux. D'autant plus qu'a eu lieu une vague d'émigration de polonais en particulier d'origine juive, de professeurs et d'artistes. Près de 15 000 personnes quittèrent ainsi la Pologne. Les personnes d'origine juive ainsi que leurs familles pouvaient quitter la Pologne en signant une déclaration de perte de nationalité polonaise. Au lieu de passeports, ils reçurent des documents de voyage valables pour sortir de Pologne et sans retour, sur lesquels était écrit notamment « le titulaire de ce document n'est pas un citoyen polonais », ce qui a contribué à dégrader encore davantage l'image de la Pologne dans les pays occidentaux.
Les événements de 1968 ont eu néanmoins un aspect positif pour les manifestants. La majorité des manifestants de mars avait somme toute des revendications minimales de respect des droits de l'homme dans le cadre du système communiste. Mais les personnes qui participèrent activement aux événements et commencèrent leur carrière politique restèrent fidèles à leurs engagements de jeunesse et dans les années 80 furent à la tête de la création du syndicat Solidarność.